# Gyapár
Gyapár (korábban Gyapalócz, szlovákul: Ďapalovce, ukránul: Gyapalovce) község Szlovákiában, az Eperjesi kerület Varannói járásában.

## Fekvése
Varannótól 30 km-re északra, a Nagydomásai-víztározó és az Olyka-patak között fekszik.

## Története
A régészeti leletek tanúsága szerint területén már az i. e. 3. évezred végén éltek emberek.
A mai települést 1408-ban említik először a sztropkói uradalom részeként, mint Perényi Imre birtokát. 1431-ben „Gyapalwagasa” alakban szerepel oklevélben, ami azt jelzi, hogy irtványtelepülésről van szó. A falu valószínűleg a német jog alapján keletkezett a 14. században. 1567-ben lakói két és fél porta után adóztak. 1568-ig a Perényi család volt a falu birtokosa. 1582-ben négy porta után fizettek adót a királynak. 1600-ban 21 jobbágyház állt a településen. Birtokosai a Pető, majd a Sztáray és Feleki családok voltak.
A 18. század végén Vályi András így ír róla: „GYAPALÓTZ. Tót falu Zemplén Vármegyében, földes Urai több Uraságok, lakosai katolikusok, fekszik Piszkarócz és Rafajócz között, dombos határja három nyomásbéli, gabonát, árpát, zabot terem, erdője tölgyes, és bikkes, szőleje nints, piatzok Varannón.”
A 18. századi 220-ról a 19. századra a lakosság száma elérte a 300-at. Lakói hagyományosan mezőgazdaságból és erdei munkákból éltek.
Fényes Elek 1851-ben kiadott geográfiai szótárában így ír a faluról: „Gyapalócz, tót falu, Zemplén vmegyében, Jankócz fil. 243 római, 45 g. kath., 14 zsidó lak., 508 hold szántófölddel. F. u. Rholl, Nedeczky. Ut. p. Nagy-Mihály.”
Borovszky Samu monográfiasorozatának Zemplén vármegyét tárgyaló része szerint: „Gyapár, azelőtt Gyapalócz. Tót kisközség 50 házzal és 271 róm. kath. vallású lakossal. Postája és távírója Kelcse, vasúti állomása Homonna. A sztropkói uradalom ősi tartozéka, melynek a XVI. század végén s a XVII. század elején, a Pethő családon kívül, Tharas Ferencz is birtokosa volt. Később a Jekelfalussyak lettek az urai, azutána Rolly és a Nedeczky család, a mult század elején a gróf Sztáray, báró Perényi, Beőthy és Ibrányi családok, most pedig gróf Sztáray Vilmosné szül. gróf Hadik Ilmának van itt nagyobb birtoka. A községbeli róm. kath. templom 1893-ban épült.”
1920 előtt Zemplén vármegye Sztropkói járásához tartozott.

## Népessége
| Év:            | 1994. | 2004.   | 2014.   | 2024.   |
| -------------- | ----- | ------- | ------- | ------- |
| Emberek száma: | 513   | 486     | 461     | 415     |
| Eltérés:       |       | -5,26 % | -5,14 % | -9,97 % |

| Év:            | 2023. | 2024.   |
| -------------- | ----- | ------- |
| Emberek száma: | 417   | 415     |
| Eltérés:       |       | -0,47 % |

1910-ben 307, túlnyomórészt szlovák lakosa volt.
2001-ben 498 lakosából 497 szlovák volt.
2011-ben 473 lakosából 472 szlovák és 1 cseh.

## Nevezetességei
- Római katolikus temploma 1893-ban épült. Legnagyobb kincse egy – a középkori templomból megmentett – 15. századi Madonna-szobor. Eredetije ma Pozsonyban, a Szlovák Nemzeti Galériában látható, a templomban csak egy másolat tekinthető meg.